# Johann Vaillant
Pour les articles homonymes, voir Vaillant.
Johann Vaillant (né à Kaiserswerth le 27 avril 1851, mort à Düsseldorf 11 mars 1920) est le pionnier des technologies de chauffage. Il est aussi le fondateur de l'entreprise familiale Vaillant, groupe allemand spécialisé dans la production d’appareils et de systèmes de chauffage.

## Biographie
Johann Vaillant est né en 1851. Il est le dixième enfant du tailleur Franz Theodor et de son épouse Maria, née Goetzen.
Il devient indépendant en 1874 et fonde à Remscheid une entreprise de fabrication de pompe. En 1894, il dépose le brevet de son premier chauffe-bain à « système fermé ». De cette façon, il crée un nouveau marché. Ce chauffe-bain permet de chauffer l’eau sans que cette dernière entre en contact avec les gaz de combustion. Après cette invention, la voie est alors ouverte vers la préparation hygiénique, facile et contrôlable de l’eau.
Après cette première invention, il continua à travailler sur l’appareil, à améliorer sa sécurité et sa facilité d’utilisation. Il travailla aussi à l’élargissement de la gamme ainsi qu’au développement d’autres produits.
En plus de son inventivité, Johann Vaillant a réussi sa « success story » grâce à sa compréhension fine du marché. Avec le boom économique de l’époque, une demande croissante se portait sur les facilités hygiéniques, un luxe qui auparavant était seulement permis à très peu de privilégiés. Cependant, un problème restait, les chauffe-bains étaient beaucoup trop imposants pour la plupart des appartements et des maisons de l’époque. Il développa la solution à ce problème en 1905 avec le premier chauffe-eau mural du monde qu’il nomma « Geyser ». Une invention ingénieuse qui existe encore aujourd’hui. 
En parallèle, Johann Vaillant montra un attrait pour le marketing. Depuis le début de sa commercialisation, chaque année, il utilisa des posters et produisit des catalogues. Il présenta aussi ses produits dans les plus importantes foires commerciales de l’époque où il obtint beaucoup de médailles d’or pour leurs performances.
Dès 1899, il créa une image de marque – « le lièvre de pâques dans un œuf ». Aujourd’hui, le lièvre Vaillant est encore et toujours la marque de technologie de chauffage la plus connue en Europe[réf. nécessaire] et surtout une des marques les plus familières de tous les Européens.